# Petaloptera filia
Petaloptera filia är en insektsart som beskrevs av Brunner von Wattenwyl 1878. Petaloptera filia ingår i släktet Petaloptera och familjen vårtbitare. Inga underarter finns listade i Catalogue of Life.